# 聖喬治島

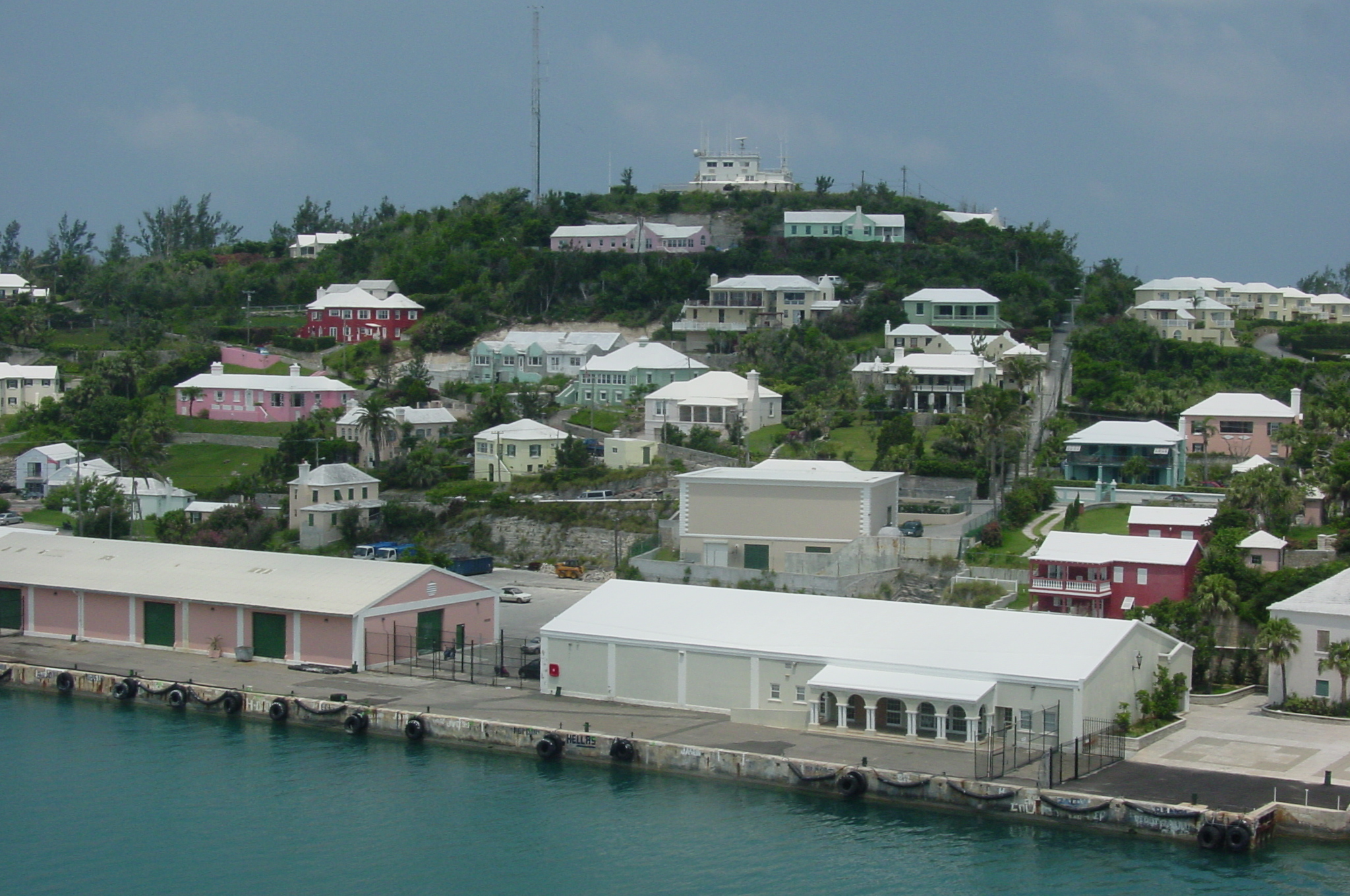

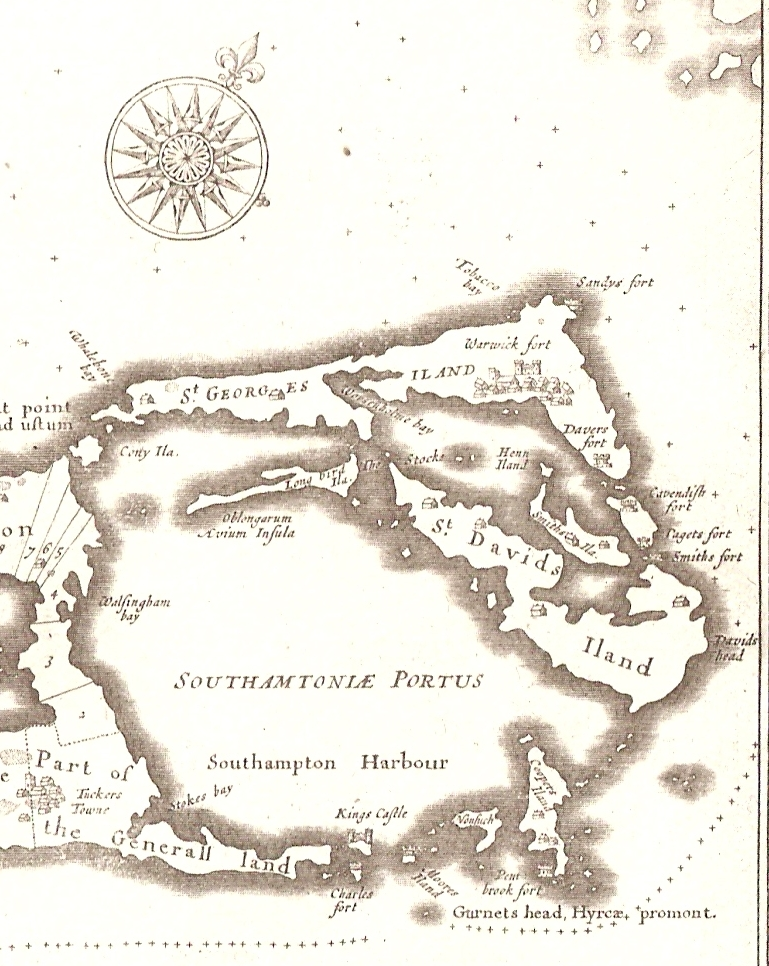

聖喬治島是百慕達的島嶼，位於聖大衛島西面的大西洋海域，長4.9公里、寬0.6公里，面積2.8平方公里，最高點海拔高度40米，人口約1,500，人口密度為每平方公里536人。
32°23′05″N 64°40′40″W / 32.38472°N 64.67778°W